# Cantone di Jumeaux
Il Cantone di Jumeaux era una divisione amministrativa dell'arrondissement di Issoire.
È stato soppresso a seguito della riforma complessiva dei cantoni del 2014, che è entrata in vigore con le elezioni dipartimentali del 2015.
Comprendeva i comuni di
- Auzat-la-Combelle
- Brassac-les-Mines
- Champagnat-le-Jeune
- La Chapelle-sur-Usson
- Esteil
- Jumeaux
- Lamontgie
- Peslières
- Saint-Jean-Saint-Gervais
- Saint-Martin-d'Ollières
- Valz-sous-Châteauneuf